# Hypomecis danieli
Boarmia danieli là một loài bướm đêm trong họ Geometridae.